# Тятина
Тя́тина (также Тя́тинка) — река на острове Кунашир в Сахалинской области России. Длина реки — 18 км. Площадь водосборного бассейна — 80 км². Крупнейший водоток Кунашира.
Берёт начало с хребта Докучаева. Общее направление течения реки в верхнем течении с северо-запада на юго-восток, ниже меняет направление и течет с севера на юг. Впадает в Южно-Курильский пролив.
По данным государственного водного реестра России относится к Амурскому бассейновому округу.